# Голумбелу
Голумбелу (рум. Golumbelu) — село у повіті Долж в Румунії. Входить до складу комуни Феркаш.
Село розташоване на відстані 188 км на захід від Бухареста, 34 км на північ від Крайови.

## Населення
За даними перепису населення 2002 року у селі проживали 206 осіб, усі — румуни. Усі жителі села рідною мовою назвали румунську.